# Titanus giganteus
Titanus giganteus là một loài bọ cánh cứng xén tóc. Đây là một trong các loài bọ cánh cứng có thân dài thứ nhì nhưng nếu không tính chiều dài sừng thì nó là loài bọ cánh cứng dài nhất. Con trưởng thành có thể dài đến 16,7 mm Trong số các loài bọ cánh cứng được biết, chỉ có con đực Dynastes hercules dài 17,7 mm là dài hơn loài này nhưng nếu không tính độ dài sừng thì loài này dài hơn Dynastes hercules. Nó có cặp càng ngắn, cong và sắc có thể cắn bút chì làm đôi và cắn đứt thịt người.